# Браславский, Павел Романович
Павел Романович Браславский (1821—1883) — русский поэт.

## Биография
Из обер-офицерских детей. Окончил юридическое отделение Ришельевекого лицея в Одессе (1842) и стал канцелярским чиновником Одесской торговой таможни; столоначальник Одесской портовой таможни (с 1847); секретарь начальника Одесского таможенного округа (1853―1856). Дослужился до чиновника особых поручений в канцелярии градоначальника (1858―1864). Член городской управы Одессы (1870―1883). В Одессе опубликовал сборник «Стихотворения» (1844), выдержанный
в духе массовой романтической поэзии; в нём совмещаются разнородные стилистические влияния и разнообразные жанры: унылая элегия (стихотворение «Прошедшее», «Гляжу назад: нет крыльев боле») , мистико-аллегорическая поэма («Дюковы гости») , официозно-патриотическая лирика («Откуда слышится призванье?», «Люблю, сдружившись с тайным горем») и др. Ряд стихотворений связан с темой Одессы. В. Г. Белинский, отмечая подражательность стихов Браславского, упрекал его в стилистической архаике: «настоящие романтические риторы владеют стихом… Г-н Браславский ― только по чувствам романтический ритор, а по дубовой фактуре его стихов ― он классик».